# Kenneth Murray
Kenneth "Ken" Murray FRS FRSE (30 de dezembro de 1930 — 7 de abril de 2013) foi um biólogo molecular inglês.